# Fasil Kenema Sport Club
Actualités
Le Fasil Kenema Sport Club (en amharique : ፋሲል ከነማ ስፖርት ክለብ), plus couramment abrégé en Fasil City, est un club éthiopien de football fondé en 1968 et basé dans la ville de Gondar.

## Histoire
Le club est fondé en 1968, il est nommé d'après l'empereur Fasiladas. Le club joue longtemps en deuxième division éthiopienne, il obtient sa première promotion en première division en 2007. Fasil ne restera qu'une saison au plus haut niveau du pays et sera relégué en fin de saison 2007-2008. Il faudra attendre huit années pour voir Fasil revenir en Premier League.
En 2019, le club remporte son premier titre national, la Coupe d'Éthiopie et représente le pays en Coupe de la confédération 2019-2020, puis également pour la Coupe de la confédération 2020-2021, comme l'édition 2020 de la Coupe a été annulée à cause de la pandémie de Covid-19. Dans ces deux éditions de la Coupe d'Afrique, le club ne passera pas le premier tour.
En 2021, Fasil City remporte son premier titre de champion d'Éthiopie.

## Palmarès
| Compétitions nationales                                                                                    |
| --- |
| \| - Championnat d'Éthiopie (1) : - Champion : 2020-21. - Coupe d'Éthiopie (1) : - Vainqueur : 2018-19. \| |
| - Championnat d'Éthiopie (1) : - Champion : 2020-21. - Coupe d'Éthiopie (1) : - Vainqueur : 2018-19.       |

## Personnalités

### Entraîneurs
- Mentesenot Getu
- Seyoum Abate
- Webetu Abate
- Seyoum Kebede